# 봇빌더
봇 빌더는 인터넷 봇을 만드는 프로그래밍 도구를 뜻한다. 흔히 챗봇, 음성봇을 만드는 툴을 통칭하여 사용한다. 
대표적으로 국내에서는 카카오에서 제공하는 카카오 아이 오픈빌더, 네이버클라우드플랫폼에서 제공하는 챗봇 서비스가 있다. 
해외 법인에서는 구글 클라우드에서 제공하는 구글 다이얼로그플로우(Google Dialogflow), 마이크로소프트의 루이스AI,  IBM의 왓슨이 있다.